# Tamer Oyguç
Pour les articles homonymes, voir Tamer.
Tamer Oyguç, né le 11 janvier 1966, à Malatya, en Turquie, est un ancien joueur de basket-ball turc. Il évolue au poste de pivot. 

## Palmarès
- Champion de Turquie 1988, 1989, 1992, 1993, 1994, 1996, 1997
- Coupe Korać 1996
- Vainqueur des Jeux méditerranéens de 1987